# Marguerite de Reynel
 (juin 2025).
Marguerite de Reynel, aussi appelée Ide de Reynel, est une dame noble du royaume de Jérusalem. Dans les chroniques, elle est également nommée comme la « Dame de Sayette ». Elle est la fille d'Arnoul de Reynel, seigneur de Pierrefitte, et de sa seconde épouse Ide de Brienne. Elle est donc issue des maisons comtales de Reynel et de Brienne. Par son mariage, elle devient comtesse de Sidon et dame de Beaufort.
Originaire du comté de Champagne, elle est, du côté de sa mère, la nièce de Jean de Brienne, devenu roi de Jérusalem en 1210. Elle est invitée en Terre sainte à l'occasion de la cinquième croisade afin d'être mariée à Balian Granier, comte de Sidon. Ce mariage a principalement un but politique, puisque son mari a longtemps été un opposant à son oncle, mais s'est ainsi réconcilié. De cette union naissent cinq enfants :
- Gilles Granier, cité comme mort dans les Lignages d'Outremer ;
- Julien Granier, qui succède à son père ;
- Philippe de Beaufort, cité dans une charte de 1261 de l'ordre Teutonique ;
- Isabelle Granier, citée dans les Lignages d'Outremer ;
- Agnès Granier, qui épouse Guillaume II de Boutron.

Dans l'historiographie ancienne, Marguerite de Reynel est identifiée comme l'amante de l'empereur Frédéric II, qui la chantait comme la « fleur de Syrie », et avec qui l'empereur aurait passé sa nuit de noces du 9 novembre 1225 à Brindisi, au lieu de la passer avec sa nouvelle épouse Isabelle II de Jérusalem. Cependant, il est beaucoup plus probable que la maîtresse de l'empereur était une autre cousine de la mariée, d'autant plus qu'aucun autre chroniqueur de l'époque n'a relié la « Dame de Sayette » à l'empereur.
À la fin de l'année 1250, elle organise l'enterrement de la dépouille de son cousin Gautier IV de Brienne dans l'église Saint-Jean de Saint-Jean-d'Acre, qui était mort en captivité par le sultan d'Égypte en 1246. Selon la chronique de Francesco Amaid, elle est décédée le 5 juin 1254.